# Заслужений працівник освіти України
Заслужений працівник освіти України  — державна нагорода України — почесне звання України, яке надається Президентом України відповідно до Закону України «Про державні нагороди України». Згідно з Положенням про почесні звання України від 29 червня 2001 року, це звання присвоюється:
|  | організаторам освіти, працівникам органів управління освітою і навчальних закладів, педагогічним, науково-педагогічним працівникам навчальних закладів за значні досягнення в розвитку освіти, успіхи у професійній діяльності, підготовці висококваліфікованих кадрів |

Особи, яких представляють до присвоєння почесного звання «Заслужений працівник освіти України», повинні мати вищу освіту на рівні спеціаліста або магістра.